# 고대 로마
고대 로마(영어: Ancient Rome)는 기원전 8세기경 이탈리아 중부의 작은 마을에서 시작해 지중해를 아우르는 거대한 제국을 이룬 고대 문명으로 고대 그리스, 오리엔트, 셈족, 서유럽 켈트, 게르만 등 문화의 용광로였다. 고대 로마의 문화, 법, 군사 체제는 서양 문화에 막대한 영향을 남겨 현대 사회의 법, 정치, 전쟁, 예술, 문학, 건축, 기술, 언어 분야의 기틀이 됐다.
고대 로마는 수백 년 동안 확장을 거듭하며 왕정에서 과두 공화정으로, 또 점차 제정으로 변모했다. 기원전 7세기경 로마는 지역 중심지로 번영하던 도시 국가로 왕정 체제였다. 기원전 509년에는 왕정이 무너지고 귀족과 평민 계급이 공화정을 세웠다. 로마인들은 평민과 귀족 간에 200여 년 이상 투쟁과 타협을 반복하며 로마 특유의 과두정 체제를 점진적으로 이루었다. 내부의 신분 투쟁 가운데도 로마는 외적들을 복속시키며 마침내 기원전 272년경 게누아(제노바)에서 이탈리아 최남단까지 거대한 동맹 체제를 수립했다. 로마는 거기에 그치지 않고 150여 년간 여러 정복 전쟁을 통해 갈리아, 카르타고 등을 정복하고 지중해 전역을 제패했다
로마 제정은 기원전 2세기 말 율리우스 카이사르가 씨를 뿌리고 옥타비아누스에 의해 시작되었다. 제정 초기의 로마 제국은 '팍스 로마나'로 불리는 태평성대를 구가하며 라틴어 문학 등 그리스-로마 문화의 전성기를 이뤘다. 트라야누스 황제 시대(98년~117년)에 로마 제국은 북으로는 스코틀랜드에서 남으로는 아프리카 수단까지, 서로는 포르투갈의 대서양 연안에서 동으로는 카프카스 지방까지 최대 판도를 이룩했다. 오늘날 면적으로 환산하면 현재 미국 면적의 2/3에 달하고 인구도 현 미국의 절반에 약간 안되는 정도로 추산된다.
로마 제국은 기독교 공인 후 교황 선출 문제를 기화로 서로마, 동로마로 분할됐으며 이민족의 침략으로 쇠퇴기에 접어들었다. 서기 5세기 경 서로마 제국은 멸망 후 게르만족의 여러 독립 국가로 갈라져 프랑크 왕국, 신성 로마 제국 등 로마의 후계자를 자처하는 여타 서유럽의 정치 세력들이 나타난다. 한편 동로마 제국은 1453년 오스만 제국에 멸망한다.

## 역사적 배경

로마 통치 하의 지역
로마 공화정
로마 제정
서로마 제국
동로마 제국

기원전 약 10세기를 전후로 하여, 이탈리아 반도의 중부에 정착하여 살던 여러 부족은 약 200~300년에 걸쳐 서로 교류하거나 전쟁을 벌였으며 융화와 추방을 반복했다. 고대 로마 문명의 초기 역사는 이 시기를 기점으로 하고 있다.
기원전 8세기경 라티움에는 라티움인들이 정착해 살고 있었다. 이 땅은 티베리스강 이남 중부 이탈리아 서해안에 자리 잡아 물이 넉넉하고 비옥한 평야였다. 이들은 후기 청동기 시대와 초기 철기 시대에 인도-유럽어족이 이탈리아반도 곳곳에 흩어질 때 형성된 일개 이탈리아어파 집단이었다. 이들은 분명 농경과 목축으로 먹고살았고, 손으로 짠 투박한 옷을 입었으며, 손으로 조야한 도자기를 만들어 썼다. 이들의 집은 화로와 대문만 있는 원형 나무 오두막이었다. 몇몇 보석 장신구와 청동 혹은 철 연장을 제외하면 이들은 해외에서 물건을 수입해서 쓴 적이 거의 없었던 것 같다.
고대 로마의 역사가들은 기원전 753년 로마라는 이름의 도시가 로물루스에 의해 건설되었다고 쓰고 있다. 그러나 로마의 기원 전설은 거의 대부분 비역사적 허구이므로, 지리적 혹은 고고학적 증거를 통해 검증이 필요하다. 기원전 750년경에는 팔라티누스 언덕을 비롯한 로마의 여러 언덕에 농촌 촌락이 들어섰는데, 이들 산지 촌락들은 저마다 독특한 방언과 관습이 있었던 것으로 보인다.
이탈리아의 대다수 사람들은 상대적으로 미개한 상태였는데, 이곳에 복합 문명이 발달하게끔 깊은 영향을 준 두 집단이 있다. 하나는 라티움에서 테베레강을 건너 에트루리아에 정착한 에트루리아인들이었고, 다른 한 집단은 기원전 8세기 중엽에 이탈리아 남부와 시칠리아(마그나 그라이키아)에 정착한 그리스인들이었다. 이들은 이후 이탈리아를 통일할 도시 로마의 발전에 있어 각별히 중요한 민족이었다.

## 역사

### 왕정 시대

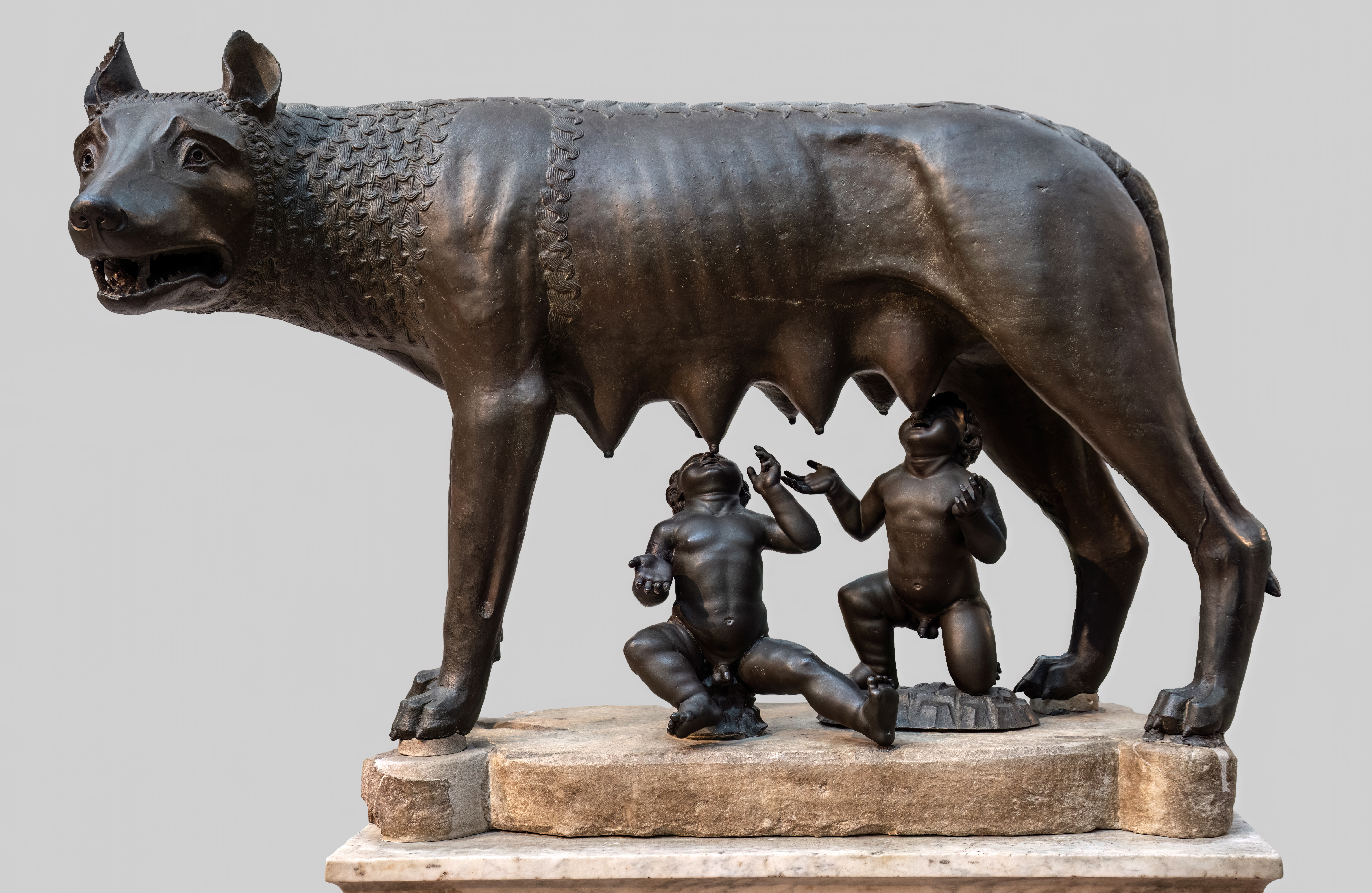
카피톨리나 늑대상. 전설에서는 암늑대의 젖을 먹고 자란 로물루스와 레무스가 로마의 시조라고 전한다.

왕정 시대(BCE 753~BCE 508)는 로마의 건국에서 공화정 수립 이전까지다. 로마는 기원전 753년 4월 21일에 로물루스가 세운 것으로 후대에 전해진다. 이 날짜는 BCE 1세기 말 로마 역사가 마르쿠스 테렌티우스 바로가 설정한 것으로, 오직 고대 로마의 신화들과 전설들을 연구하여 도출한 것이다. 현대 학자들은 로마에 사람들이 본격적으로 살기 시작한 것은 BCE 750년경으로 거슬러 올라간다고 확증하고 있다.
BCE 7세기 말 에트루리아인들은 이 지역에 귀족·왕족 계급을 이루어 피지배층을 정치적으로 다스린 것으로 보인다. 에트루리아인들은 BCE 6세기 말, 타르퀴니우스 수페르부스(오만한 타르퀴니우스)를 마지막으로 로마 귀족들에 밀려 이곳의 지배권을 잃었다. 그의 아들 섹스투스 타르퀴니우스가 로마의 귀족 여성 루크레티아를 성폭행하면서 촉발된 사건이었다. 이 일을 계기로 라티움족과 사비니족이 협력하여 왕정을 폐지하고, 권력 집중을 억제하는 공화정 체제를 세웠다.

### 공화정 시대
에트루리아가 캄파니아에서 패배한 후, 라티움인들이 반란을 일으키고, 게다가 산지 종족들이 라티움(latium)을 침공하는 등 몇 차례 걸친 군사적 패배로 로마에 사회·정치적 위기가 일어나면서 왕정이 몰락했다. 그러나 여러 학자들은 연대 목록(fasti)에 기록된 BCE 509~507년을 왕정 몰락의 시점으로 본다.
공화정은 수백 년에 걸쳐 서서히 발전했다. 초기에는 군사 위원회(military tribune)에 의한 공동 통치 형태였다가 독재관을 자주 선출하는 문제가 생기자 2명의 집정관 제도로 바꾸었다. 로마의 정체는 견제와 균형, 권력 분점으로 구성된다. 
가장 중요한 정무관은 두 집정관으로 군사 통솔권인 명령권(imperium)을 통해 집행 권력을 함께 행사했다. 집정관직은 오랜 기간의 실험과 발전을 거친뒤에야 비로소 정착된 것으로 보이며, BCE 5세기 중엽에는 공화정의 고위 정무관직을 집정관이라 하였다.
집정관은 원래 귀족들의 자문 회의였던 원로원과 협조했는데, 시간이 지나면서 원로원은 양적으로 확대되었다. 원로원은 로마의 최고 부족장들로 이루어졌는데, 이들은 초기에는 왕의 조언자였고, 공화국 수립 이후에는 원로원을 구성했다. 이들은 집정관 같은 선출직 관리들의 자문 기관이었다. 리비우스에 따르면, 이들은 처음에는 평민의 이익에 따라 움직이지 않았으나, 시간이 지남에 따라 원로원과 평민의 완전한 정치적 통합이 이루어졌다.
공화정의 다른 정무관으로는 법무관, 조영관, 재무관이 있었다. 정무관직은 원래 귀족 출신으로 제한되었으나, 나중에는 평민에게도 개방되었다. 공화정의 민회로는 왕정 시대에 기원을 두며, 전쟁과 화의 여부를 결정하고 요직 관리를 선출하는 켄투리아회(comitia centuriata), 하위직 주요 관리를 선출하는 트리부스회(comitia tributa)가 있었다. 나중엔 모든 로마인에게 적용되는 법을 제정할 수 있었다.
BCE 5세기경부터 로마는 점차 에트루리아 등 이탈리아반도의 다른 나라를 정복하기 시작했다. 그중 베이 점령은 라티움 밖으로 영향력을 확대하는 징표가 되었고, 그 이후 로마는 남진과 북진을 거듭하며 이탈리아 내에서 팽창을 거듭한다. 이후 삼니움인의 캄파니아 침입에 개입하여 3차 삼니움 전쟁을 치렀다. 여기서 승리한 로마는 중부 이탈리아의 패자가 된다.
이탈리아 반도 통일을 앞두고 로마의 지배권에 마지막 도전장을 던진 세력은 그리스 식민시 타렌툼이었다. BCE 281년 타렌툼은 그리스 서북부에 있던 에페이로스의 피로스를 끌어들여 로마의 팽창을 저지하기 위한 전쟁을 벌였다. 피로스는 일부 전쟁에서 승리를 거두었으나, 얻은 것보다 잃은 것이 많은 승리(피로스의 승리)였기에 "승리가 이런 것이라면 누가 이기고 싶겠는가?"라는 말을 남기고, 그리스로 돌아갔다. 남은 타렌툼은 멸망을 피할 수 없었다. BCE 270년까지 로마는 정복을 통해 전략 요충지에 로마의 식민지를 건설하여 이탈리아 전역을 장악하고, 안정적 지배권을 확립했다. BCE 1세기에는 라틴어가 이탈리아 본토 전역에서 공통어가 되었다.
BCE 3세기 후반. 로마는 3차에 걸쳐 포에니 전쟁(BCE 264~BCE 146)에서 카르타고와 격돌했다. 초기에 카르타고와 로마는 동맹 및 협력 관계를 맺어 해상 무역이나 시칠리아 등지에서 에트루리아나 그리스가 개입하는 것을 공동으로 저지했다. 그러나 동지중해 지역 패권을 놓고 두 세력은 결국 충돌을 피할 수 없었다.
1, 2차 포에니 전쟁에서는 초반에 카르타고가 우세했으나 결국 로마가 승리하면서 로마는 이 전쟁에서 처음으로 해외 영토인 시칠리아, 사르데냐, 에스파냐 등을 확보한다. 2차 포에니 전쟁에서 한니발을 무찌른 직후가 로마 공화정의 전성기를 이룬다. 로마는 한니발을 상대하면서 동원한 대규모 시민군을 상비군으로 전환한 후, BCE 229년 아드리아해에서 로마의 해상 운송을 방해하던 서쪽의 발칸 반도를 침공했다. BCE 219년 일단락된 이 지역 정복은 후에 마케도니아를 정복할 때 결정적 역할을 했다.
후에 3차 포에니 전쟁에서는 카르타고가 로마와 맺은 협약을 위반해 로마가 카르타고를 침공했다. 이 사건을 계기로 카르타고는 완전히 멸망하여 폐허가 되고, 로마는 서지중해의 패권을 거머쥐었다.
이후 약 200년 동안 로마의 침략 행위는 멈추지 않고 이어졌다. BCE 2세기, 로마는 마케도니아 왕국와 셀레우코스 왕국을 물리치면서 지중해 세계를 제패했다.
해외 팽창은 내분을 불렀다. 원로원 의원은 로마 속주의 부를 통해 부유해졌지만, 주로 소농 출신의 병사들은 고향을 오래 떠나있었기에 자기 땅을 지키지 못했고, 임금 노동 대신 외국 노예에 크게 의존하는 대농장이 발달했다. 전리품 수입 덕분에 새로 확보한 속주에서 상업이 발달했고, 세금 징수 할당 제도로 신흥 상인 계급인 기사 계급은 경제적 이익을 거머쥘 기회를 얻었다. 클라우디우스 법(lex Claudia)으로 원로원 의원의 상업 행위가 금지되면서 이론상 원로원에 진출할 수 있던 기사 계급은 정치 권력에 심각한 제약을 받았다.
원로원은 끊임없이 정쟁을 일삼아 계속 토지 개혁에 발목을 잡았고, 기사 계급의 정치 발언권 확대를 거부했다. 원로원 정적들끼리 도시 실업자 출신의 폭력 조직을 조종해 완력으로 유권자를 위협했다. 이런 상황은 BCE 2세기 말 평민에게 주로 귀족이 소유한 토지를 재분배하려는 토지 개혁 입법을 시도한 그라쿠스 형제 시대에 극에 달했다. 두 형제는 결국 살해당했는데, 원로원은 이 일로 불만을 품은 평민과 기사 계급을 달래고자 그라쿠스 형제가 추진한 개혁을 일부 통과시켰다. 
이탈리아 동맹국에 로마 시민권 확대를 거부하면서 BCE 91년에서 BCE 88년까지 3년 동안 동맹국 전쟁이 일어났다. 가이우스 마리우스의 군제 개혁으로 병사들이 국가에 대한 충성심을 잃고 점차 사병화(私兵化)되었고, 유력한 장군이 국가와 원로원을 장악한다. 마리우스와 그의 부하 술라는 내전을 벌였으며, 술라가 BCE 82년 콜리네 문에서 압승을 거두고, 결국 BCE 81년~BCE 79년에 술라가 독재 권력을 휘둘렀다. 술라는 무너져 가던 공화정을 부흥시키려 개혁을 하고, 독재관에 취임한 지 2년 만에 자진 퇴임한다. 그러나 술라가 죽으면서 로마는 다시 혼란에 휩싸인다.
BCE 1세기 중반, 마리우스의 처조카인 율리우스 카이사르, 술라의 부하인 폼페이우스 마그누스, 크라수스 세 사람이 제1차 삼두정치를 이루어 공화국을 농단했다. 이후 BCE 53년, 파르티아와 벌인 카르하이 전투에서 크라수스가 전사하면서 삼두정치는 카이사르와 원로원파로 돌아선 폼페이우스로 나뉘어 전개된다. 
BCE 58년부터 7년에 걸쳐 갈리아를 정복한 후(갈리아 전쟁) 원로원과 대립하던 카이사르는 BCE 49년 루비콘강을 건너 폼페이우스가 이끄는 원로원파 군대와 내전을 일으킨다(카이사르의 내전). BCE 48년, z카이사르는 파르살루스 전투에서 폼페이우스를 상대로 압승을 거두고, 탑수스 전투와 문다 전투에서 그 잔당을 격파했다. 결국 카이사르는 내전에서 승리하면서 로마의 종신 독재관이 되어 각종 개혁을 실시했다.
BCE 44년 카이사르는 독재 의혹을 받다가 공화제 헌정을 복원하려는 정적(브루투스, 카시우스 롱기누스 등)에 암살당한다. 그러나 카이사르의 암살자들은 정권을 잡지 못했고, 카이사르의 후계자 옥타비아누스는 카이사르의 수하 마르쿠스 안토니우스, 레피두스의 제2차 삼두정치를 이루며 권력을 잡는다. 그러나 이 정치적 동맹은 권력 투쟁으로 기운다. 레피두스는 추방되며, 옥타비아누스는 안토니우스를 국가의 적으로 선포하며, BCE 31년 악티움 해전에서 안토니우스와 클레오파트라를 격퇴하여 로마의 유일 지배자가 되었다.

### 제정 시대

#### 원수정 시대
내전에서 승리한 옥타비아누스는 아우구스투스의 칭호를 받고 거의 절대적인 권력을 잡았지만, 공화정을 가장했다. 이때의 통치체제를 원수정(Principatus)이라 하며(사실상 제정이다), 아우구스투스는 자신을 프린켑스(제1의 시민)라 칭한다(이렇게 아우구스투스가 독재관을 거부하는 등 조심스럽게 행동한 것은 양아버지였던 율리우스 카이사르의 암살 때문이기도 하다).
아우구스투스의 후계자 티베리우스는 심각한 반대 없이 권좌에 올라 아우구스투스에 이어 본격적인 율리우스-클라우디우스 왕조를 이루었고, 이 왕조는 티베리우스 사후 칼리굴라와 클라우디우스의 치세를 거쳐 기원후 68년 네로가 자살할 때까지 이어진다. 이후 1년간 로마는 내전상태에 돌입하면서 갈바, 오토, 비텔리우스가 즉위한다. 후에 시리아 주둔군 사령관이었던 베스파시아누스가 자기 군단의 지지를 받아 로마에 입성하여 비텔리우스를 살해하고 왕위에 오르면서 플라비우스 왕조의 시대를 개창한다. 제정 시대에도 영토 확장은 이어졌으며 안정을 유지했지만, 흔히 저열하고 타락했다고 평가받는 황제도 몇몇 있었다(가령 혹자는 칼리굴라를 정신이상자로 보기도 하며(즉위 후 얼마지나지 않아 정신병이 걸려 폭정을 일삼았다). 네로는 국가 정사보다 개인 관심사에 더 몰두하며 잔인했다는 평판을 받는다. 하지만 현대에 이르러서 네로에 대해서는 역사적인 재평가가 이루어지고 있다.) 그리고 플라비우스 왕조가 뒤를 잇는다.(AD 69 - AD 96) 베스파시아누스, 티투스, 도미티아누스. 도미티아누스 황제의 암살이후에 로마 번영의 시작을 알린 오현제 시대(네르바, 트라야누스, 하드리아누스, 안토니누스 피우스, 마르쿠스 아우렐리우스) 치세에 제국은 영토나 경제ㆍ문화면에서 정점을 이루었다. 네르바-안토니누스 왕조는 대략 80년간 지속되면서 이시기에 로마는 대내외적으로 안정을 이루었고, 로마의 평화(팍스 로마나) 시대에 제국은 번영했다. 트라야누스 재위시에는 다키아(오늘날의 루마니아)의 정복과, 파르티아와의 전쟁을 통하여 제국의 영토는 최대가 되며, 그 지배 지역이 650만km2에 이르렀다. 트라야누스 사후 즉위한 하드리아누스는 정복전쟁을 중단하고 제국을 순찰하면서 국경 수비를 강화하는데 힘쓴다.

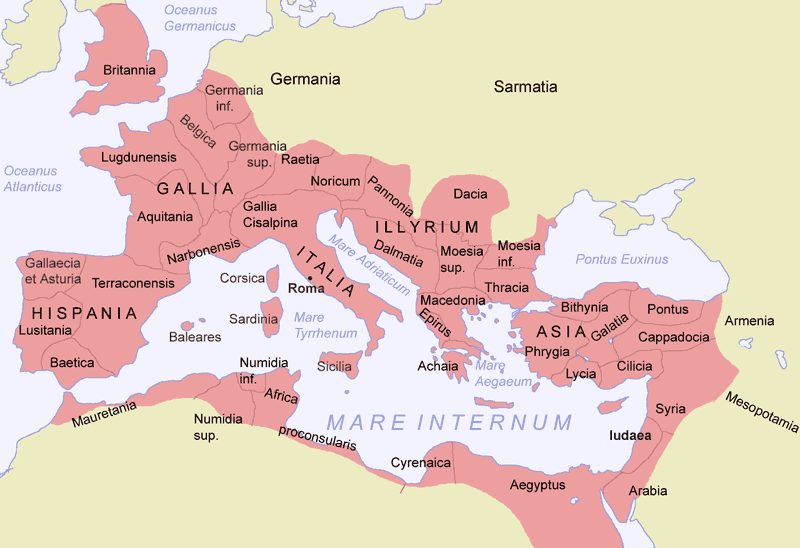
기원후 117년 트라야누스 시대의 로마 제국 최대 판도.

#### 3세기의 위기
193년에서 235년 사이는 세베루스 왕조의 치세에 셉티미우스 세베루스가 네르바-안토니누스 왕조 붕괴 이후 혼란기를 수습하기는 하였지만 카라칼라나 엘라가발루스 같은 포악하거나 무능한 지배자가 나타나기도 했고,  근위대장 마크리누스 같은 찬탈자도 나타났다. 235년에는 알렉산데르 세베루스가 암살 되었고, 막시미누스 트락스 부터 카리누스까지 근위대와 군대가 제위 계승에 영향력을 더욱 행사하였다.거기다 외부에서는 게르만족과 사산조 페르시아가 침입해오며, 260년에는 황제 발레리아누스가 샤한샤 샤푸르 1세가 이끄는 사산조 페르시아 군대에 포로로 잡히고, 비슷한 시기 갈리아, 히스파니아, 브리타니아 지역에서는 포스투무스가 갈리아 제국을 세웠으며, 또 동방 시리아, 이집트에서는 제노비아가 팔미라 제국을 세워 황제를 칭하며 제국이 3개로 분열되는 로마 제국 역사상 최악의 위기를 맞이 하였다. 하지만  갈리에누스, 클라우디우스 고티쿠스 황제의 노력과 그리고 아우렐리아누스 황제가 이들을 완전히 토벌하여 다시 하나가 되었다. 한편 역사학자들은 이 혼란스러운 시기를 ‘3세기의 위기(Crisis of the Third Cry)’라는 혼란기(약 50년간 20~30여명의 황제가 교체되었다.)로 부른다.

#### 전제정 시대
이 위기는 284년 유능했던 황제 디오클레티아누스가 일단락지었다. 또한 기존 아우구스투스가 사용해오던 '제1 시민'이라는 뜻을 가진 프린켑스 대신 라틴어로 주인을 뜻하는 '도미누스'라는 호칭을 사용하며 원수정 체제(Principatus)의 종말을 알리게 되었고, 전제정(Dominatus)을 수립하였다. 286년에 제국을 동부와 서부로 나누어 자신의 친구인 막시미아누스를 서방의 정제(Augustus)로 임명하였고, 자신들의 사위를 각각 부제(Caesar)로 임명하여 제국을 지배하는 사두 체제(Tetrarchia)를 도입했다. 305년 두 정제가 공동 퇴위한 이후 여러 공동 황제는 50년 이상 서로 대립하며 권력 투쟁을 벌였다. 330년 5월 11일 콘스탄티누스 대제는 비잔티온을 콘스탄티노폴리스로 명명(현 이스탄불)하고 로마 제국의 새 수도로 삼았다. 제국은 테오도시우스 1세 사후인 395년에 동로마 제국과 서로마 제국으로 영구히 갈라졌다.
4세기가 넘도록 서부 지역은 끊임없이 이민족의 침략에 시달리면서 점차 쇠퇴 일로로 치달았다. 4세기에 훈족이 서쪽으로 이동하면서 서고트족이 밀려나 제국 국경 안쪽에 피난처를 구하게 되었다. 410년 즈음에는 알라리크 1세가 이끄는 서고트족은 로마 시를 약탈했다.  또한 가이세리크가 이끄는 반달족이 로마 속주인 갈리아, 히스파니아, 북아프리카를 침략하고 455년에 로마를 약탈했다. 455년 이후에는 게르만 출신 장군 리키메르에 의해 황제가 지속적으로 폐위되는 상황이 일어났고, 476년 9월 4일 게르만 장군 오도아케르는 서로마의 마지막 황제 로물루스 아우구스툴루스를 폐위시켰다.(단 참고로 일부 학자는 480년까지 달마티아에서 버티고 있던 동로마 황제 레오 1세의 조카 사위 율리우스 네포스나 또는486년까지 갈리아 북부를 지배했던 로마 장군 시아그리우스의 수아송 왕국을 마지막으로 보기도 한다.) 1200여 년의 역사를 뒤로 하고 로마의 서부 지역 지배는 막을 내렸다.

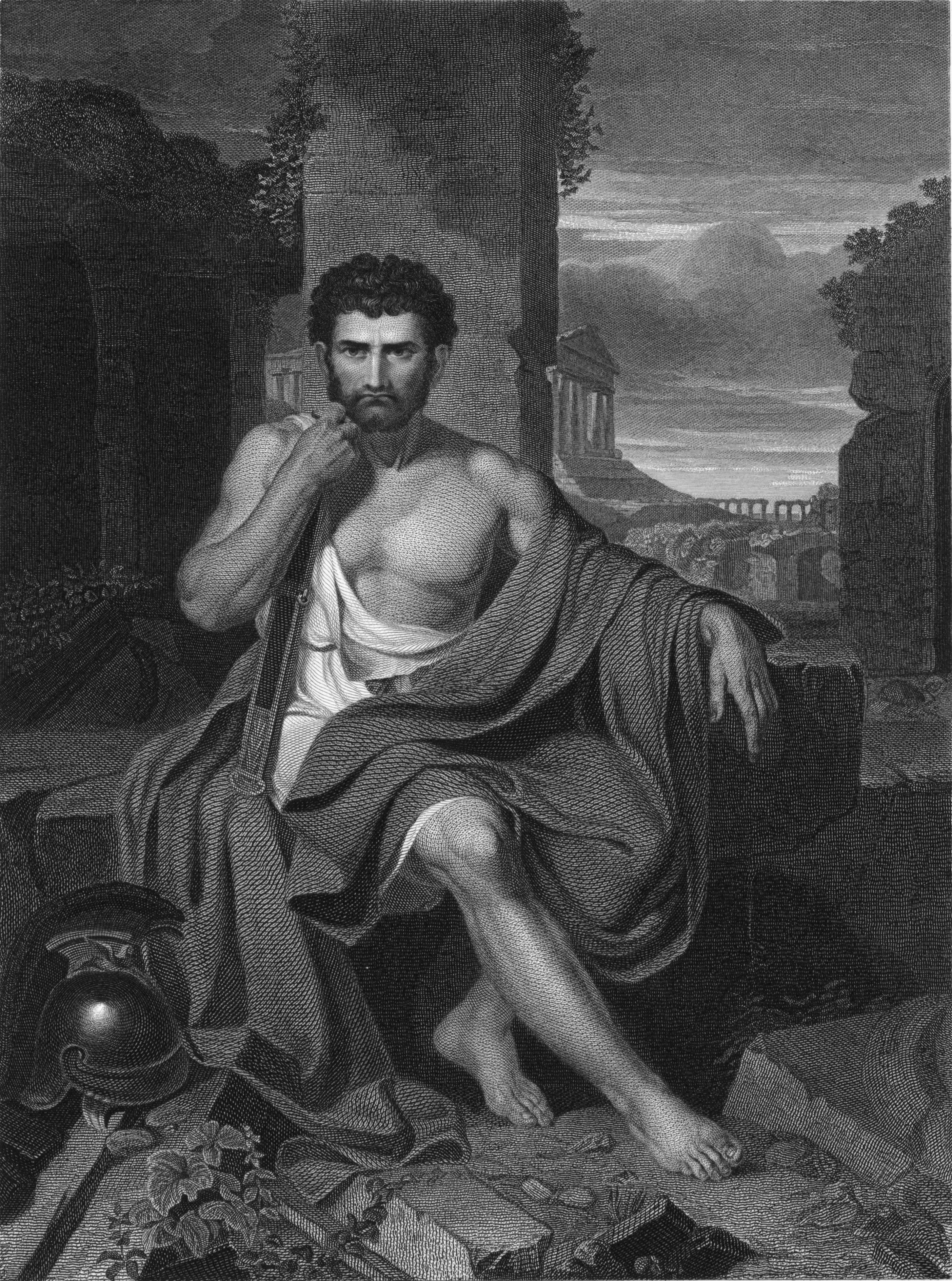
로마의 장군이자 정치가였던 가이우스 마리우스는 로마의 군사 제도에 극적인 개혁을 시행하였다.

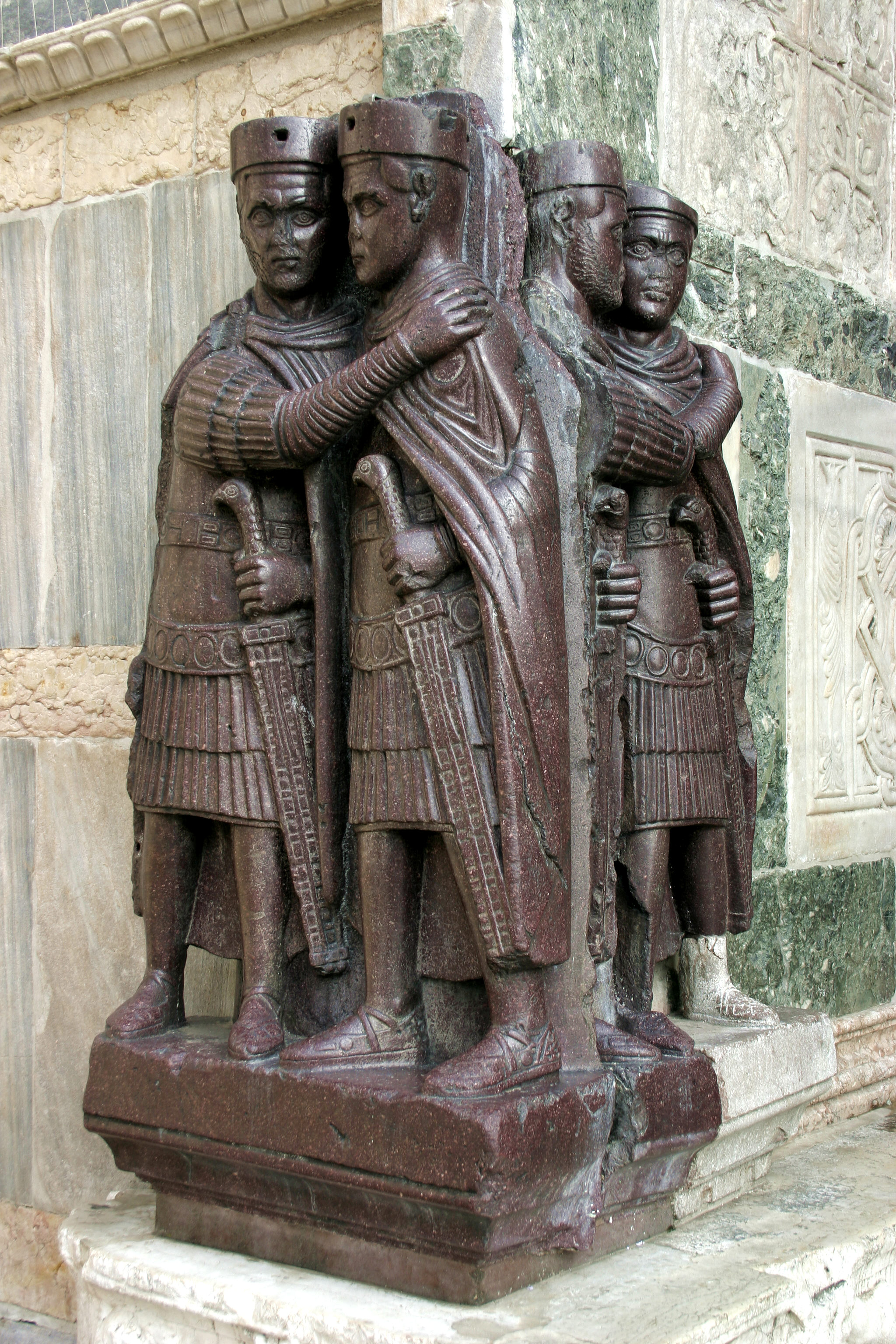
테트라키아

동로마 제국도 마찬가지 위기를 겪었지만 서쪽보다는 나은 처지였다. 유스티니아누스 1세는 잠시 북아프리카와 이탈리아를 수복했으나 유스티니아누스가 죽고 몇 년이 채 안 되어 이탈리아 남부와 시칠리아에 미쳤던 동로마의 세력 범위는 줄어들었다. 유스티니아누스 시대의 치명적인 전염병과 전쟁 등으로 동로마 제국은 또한 이슬람의 발흥에 위협받았으며, 이슬람 세력은 시리아와 이집트의 영토를 곧 정복하고 콘스탄티노폴리스까지 직접 위협하게 되었다. 그러나 동로마 제국은 8세기경 이슬람의 확대를 막아냈으며, 9세기 초에는 정복당한 땅의 반환을 다시 요구했다. 한편 이슬람의 발흥 시기 헤라클리우스 황제가 공용어를 기존의 라틴어에서 그리스어로 바꾸도록 명하였다. 또한 아우구스투스 황제 때 부터 사용해오던 '존엄한 자' 라는 뜻을 가진 '아우구스투스'라는 칭호 대신 그리스어로 제왕을 뜻하는 '바실레우스'를 사용하기 시작했다.
기원후 1000년에 동로마 제국은 전성기를 이루었다.마케도니아 왕조가 들어선 이후 바실리오스 2세는 불가리아와 아르메니아를 재정복했으며, 문화와 교역이 번영했다. 그러나 이 정복 이후 제국은 1071년 셀주크 튀르크와의 만지케르트 전투에서 패하면서 로마노스 4세가 포로로 잡혔고, 팽창에 제동이 걸렸다. 이 사건은 결국 제국의 쇠퇴로 이어진다. 수백년간 내분과 터키의 침략으로 알렉시오스 1세 콤네노스는 1095년 서방에 도움을 요청할 수밖에 없었다. 서유럽에서는 로마 가톨릭의 교황인 우르바노 2세가 클레르몽 공의회를 소집하여 십자군을 조직하여 동로마 제국에 파견한다. 수십년이 흘러 파견된 제4차 십자군 당시 이들은 콘스탄티노폴리스를 점령하면서 제국내의 물품을 약탈하고 동로마 제국은 잠시동안 분열되어 몇몇 후계 국가들(니케아 제국, 라틴제국, 트레비존드 제국, 에피로스 공국)이 들어서다가 결국 니케아 제국이 최종 승자가 되어 동로마 제국의 왕위를 계승하였다. 제국 군대가 수도를 수복한 뒤 제국은 에게해 해안에 국한된 그리스 국가로 전락하고 만다. 이후 즉위한 황제들은 아무도 제국을 부흥시키지 못하고 결국 동로마 제국은 1453년 5월 29일 오스만투르크의 메메드 2세에게 콘스탄티노폴리스를 함락당하면서 멸망하였다.

## 사회
수도 로마는 당대 최대의 도시로 인구는 백만 명에 이르렀으며(이는 19세기에 당대 세계 최대의 도시였던 런던의 인구와 맞먹는다) 최대 추정치는 140만, 최소 추정치는 45만 명이다. 로마의 공공 장소는 발걸음 소리와 마차 바퀴가 덜걱거리는 소리(율리우스 카이사르는 낮에는 도성에 마차가 드나들지 못하도록 금한 바 있다)로 시끄러웠다. 역사가의 추정에 따르면 고대 로마의 인구 20% 정도가 도심지에 살았으며(로마가 지배하는 이탈리아 전체로는 기준에 따라 차이가 있으나 25–40%이다), 1만 명 이상이 군사 정착촌에 거주하여 전근대 기준으로 매우 높은 도시화율을 보였다. 대부분의 도심지에는 포룸과 신전과 비슷한 양식의 더 작은 건물들이 있었다.

### 계급
로마 사회는 대단히 위계적이며 계급을 의식하는 사회였다. 최하층은 노예(servi), 그 위로는 피해방인(해방노예, liberti), 그리고 위에는 자유 시민(cives)이 있었다. 자유 시민은 또 일정한 계층으로 분류되었다. 로마 역사 초기 계층은 로마 창건을 이끈 100명의 가부장 출신의 귀족과 나머지 평민으로 구분할 수 있었다. 나중에 공화정 시대에 이 구분의 중요성은 떨어지게 되는데, 일부 평민 가문이 부유해져 정계에 진출했으며, 귀족 계급이 몰락하기도 했기 때문이다. 귀족이건 평민이건 누구나 자신의 가족에서 집정관에 오르면 신귀족(nobilis, 新貴族)으로 인정받았다. 가령 가이우스 마리우스나 키케로는 이런 유형의 신인(新人, novus homo)으로 이들의 후손은 귀족이 되었다. 그러나 혈통 귀족인 경우 지속적으로 상당한 명성을 유지했으며, 여러 종교 관직에 임명될 수 있는 자격자는 공화정 말기까지 귀족 출신으로 제한되었다.
계층 구분은 원래 군역 할당에 기반을 두었는데, 감찰관이 정기적으로 재산에 따라 각 시민을 특정 계층으로 분류했다. 가장 부유한 집단은 원로원 계급으로, 정계와 군사를 장악하고 있었다. 다음으로는 기사 계급(equites)으로 원래 이들은 군마(軍馬)를 부담할 수 있는 집단을 일컬었으며, 나중에는 유력한 상인 계급을 형성하게 된다. 하위 계급은 원래 군사 장비 구입 수준에 따라 정해졌으며, 최하로는 군에 입대시킬 아들외에는 재산이 전혀 없는 무산자(proletarii, 무산자를 뜻하는 프롤레타리아가 바로 이 말에 뿌리를 두고 있음)가 있었다. 마리우스의 군제 개혁 이전에 이들은 군대에 들어갈 수 없었으며, 부나 사회의 인식 면에서 피해방인보다 약간 높은 집단으로 정도로 기록되기도 했다.
공화정 시대에 투표권의 비중은 계층에 따라 차이가 있었다. 시민들은 선거 지역구격인 "트리부스(tribus)"에 등록되어 있었다. 부유한 계층의 트리부스는 재산 수준이 낮은 트리부스보다 인원 수가 적었으며, 무산자 계층 전체에는 트리부스가 겨우 하나밖에 할당되지 않았다. 투표는 계급 순서에 따라 이루어졌으며, 전체 트리부스의 과반에 이르면 투표가 종결되었으므로, 가난한 계급은 아예 투표를 못하는 경우도 있었다.
로마는 일부 동맹국에는 라티움인의 권리를 보장했는데, 이 권리는 완전한 로마 시민권과 외국인(peregrini)의 중간 수준의 신분을 의미했으며 로마법이 이 지위를 성문적으로 보장했고, 이들 나라의 최고 정무관들은 완전한 로마 시민권을 얻었다. 라틴인의 권리에는 여러 층위가 있는데, 주된 구분은 "투표권이 있는 시민권"(cum suffragio, 로마의 트리부스에 등록되어 트리부스 민회에 참여할 수 있었다)와 "투표권이 없는 시민권"(sine suffragio, 로마 정치에 참여할 수 없다)으로 나눌 수 있다. 일부 로마의 이탈리아 동맹국은 기원전 91~88년의 동맹국 전쟁 이후 완전한 로마 시민권을 얻었다. 기원후 212년 카라칼라의 칙령으로 제국내의 모든 자유 시민에게 로마 시민권이 부여되었다. 여성은 남성 배우자와 어느 정도 동등한 기본권이 있었으나, 완전한 시민으로 인정되지 않았으며, 따라서 투표를 하거나 정치에 참여할 수 없었다.

### 가족
로마 사회의 기본 단위는 가족(가구)였다. 가족의 개념에는 가부장(pater familias)과 아내, 자녀, 다른 친척이 포함되었다. 상류층에서는 노예와 하인도 가족의 일부를 이루었다. 가부장은 다른 가족 구성원에 대해 절대권(patria potestas, 가부장권)을 행사했다. 가부장은 결혼(보통 돈 때문에)과 이혼을 결정할 수 있었고, 자식을 노예로 팔 수 있었으며, 자손들의 재산을 자신의 것으로 주장할 수 있었고, 심지어 생사 여탈권까지 있었다(그러나 기원전 1세기 이후에는 이 생사여탈권이 금지된다).
가부장권은 성인 아들과 그 가족에 대해서도 행사할 수 있었는데, 아버지가 살아있는 한 그 아들은 가부장으로 인정받지도, 자신의 재산도 가질 수 없었다 로마 역사 초기에 딸은 결혼하면 남편의 가부장 수권(手權, manus)으로 넘어간다. 그러나 공화정 말기에 이르면 이런 관습은 낡은 것이 되어, 여성이 친정을 자신의 진정한 가족으로 계속 생각할 수 있게 되었다. 하지만 로마인들은 남성 계통을 기준으로 혈통을 인정했으므로, 모든 자녀는 남편의 가족에 속했다.
서로 혈연관계가 있는 여러 가족의 집단을 씨족(gens)라고 했다. 가족은 혈통이나 양자 입적으로 구성되었으나 정치적ㆍ경제적 연대이기도 했다. 특히 공화정 시대에 일부 유력 가문(gentes maiores)은 정계를 지배했다.
고대 로마에서 결혼은 특히 상류층 사이에서는 낭만적인 결합이기보다는 경제적·정치적 결합으로 여겨지기도 했다. 가부장은 보통 딸이 12살에서 14살 사이 나이일 때 사위를 구했다. 신랑은 대개 신부보다 나이가 많았다. 상류층에서는 여자가 어린 나이에 결혼한 데 반해, 하류층 여성은 10대 후반이나 20대 초반에 결혼했다고 한다.

### 교육
공화정 초기 로마에는 공립 학교가 없었다. 따라서 소년들은 부모나 노예 교사(paedagogi, 그리스에서 기원한 것이다)에게서 읽고 쓰는 법을 배웠다. 이 시대 교육의 일차적인 목적은 젊은이에게 농업, 전쟁, 로마의 전통, 공무를 가르치기 위한 것이었다. 어린 소년은 아버지와 함께 종교ㆍ정치 활동을 하면서 사회 생활을 다양하게 익혔다. 귀족 자제는 16세 나이에 유력 정치인 밑에서 정치를 배웠으며, 17세부터 군대에서도 활동했다(이런 관습은 제정 시대에도 일부 귀족 가문 사이에서 계속되었다). 기원전 3세기에 헬레니즘 나라를 정복하면서 그리스 문화가 유입되어 교육 방식에도 변화가 생겼지만 그리스의 교육 방식과는 여전히 달랐다고 한다. 부모가 여력이 있으면 7살 나이의 소년과 일부 소녀들을 집 밖의 사립 학교(ludus)로 보냈다. 이들이 11살이 될 때까지 교사(litterator 또는 magister ludi)가 기본적인 읽기, 쓰기, 셈법, 때론 그리스어까지 가르쳤다. 12살부터 학생은 중등 학교에 가서 교사(grammaticus)에게서 그리스어와 로마 문학을 배웠다. 16세 나이가 되면 몇몇 학생은 수사학 학교에 갔다(이곳 교사(rhetor)는 대개 그리스인 출신이었다). 이 정도의 교육 수준은 법조인을 지망하는 학생들이 준비했으며, 이들은 로마의 법을 암기해야 했다. 학생들은 종교 축제나 장날 외에는 매일 학교에 갔으며, 여름 방학도 있었다.

### 정치
원래 로마는 각 부족에서 서로 돌아가며 선출한 왕이 다스리는 나라였다. 왕권의 정확한 속성은 확실하지 않다. 초기 로마 국가의 통일과 권력과 권위의 살아있는 상징은 왕이었다. 다만 군사 분야에서는 왕은 절대적인 명령권(imperium)을 행사했다. 또 국가 종교의 수장이기도 하였다. 원로원은 왕을 위한 자문 기구였으며, 쿠리아회는 임금이 입안한 법을 정하고 비준할 수 있는 민회였다.

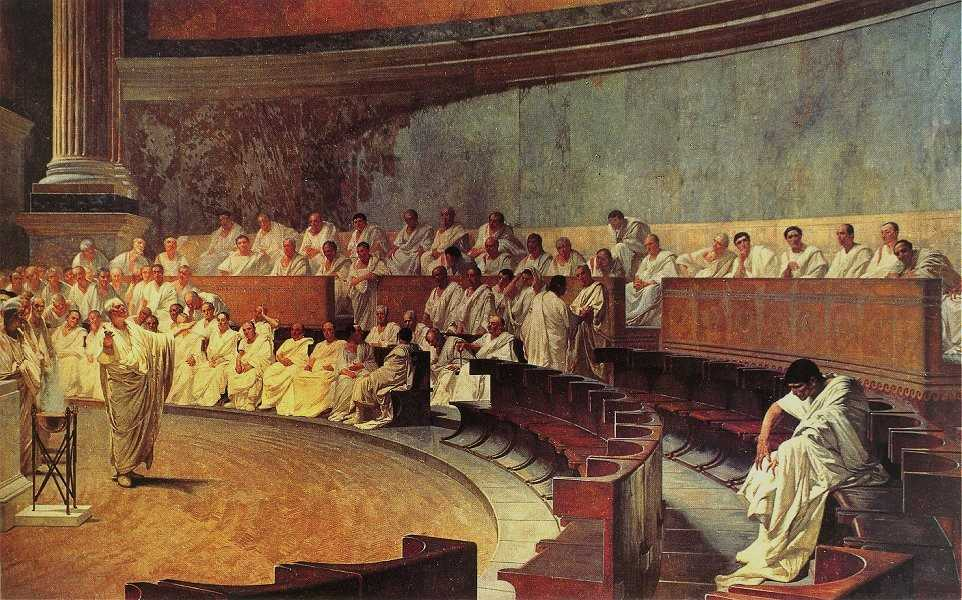
앉아 있는 로마 원로원 의원들을 향해 카틸리나를 비판하는 키케로. 19세기 프레스코화.

공화정기의 신분 투쟁으로 로마는 로마 특유의 민주정과 과두정이 혼합되었다. '영어: republic'의 어원이 된 '라틴어: res publica'는 '공공의 일'을 뜻하는 말이었다. 로마법은 전통적으로 민회에서만 표결로 투표할 수 있었다.(트리부스회) 마찬가지로 공직 출마자도 인민이 선출했다. 그러나 로마 원로원은 자문 기능을 하는 과두적인 정치 기구였다. 공화정에서 원로원에는 강력한 권위(auctoritas)가 있었으나 기능상 자문 기구이므로 입법권은 없었다. 그러나 원로원 의원들은 매우 영향력 있는 사람들이었으므로, 원로원의 집단적인 의지에 맞서기는 힘들었다. 원로원 의원은 감찰관이 명문 귀족 중에서 임명했는데, 감찰관은 "부도덕한" 행실을 한 의원을 면직할 수도 있었다. 가령 뇌물을 받는다거나 혹은 소 카토가 감찰관이던 시절에 공공 장소에서 자신의 아내와 포옹하는 행위가 바로 그런 경우에 속한다. 나중에 독재관 술라의 개혁으로 재무관은 자동적으로 원로원 의원이 되었다.
로마 공화정에는 엄격한 관료제가 없었으며, 세금도 징세 청부를 통해 거두었다. 재무관, 조영관, 혹은 장관(praefectus) 등 정무관은 본인 돈으로 공무를 처리했다. 시민 개인에게 너무 많은 권력이 집중되지 않도록 정무관은 1년 임기로 선출되었으며, 동료 정무관과 권력을 분할하도록 하였다. 가령 평상시에는 최고 권력은 집정관 두 사람이 함께 보유했다. 비상시에는 임시 독재관을 임명할 수 있었다. 공화정 시대에 행정 체제는 필요할 때마다 수차례 개정되었다. 결국 로마가 크게 팽창하면서 공화정은 제 기능을 하지 못하고 제정 성립으로 이어진다.
제정 초기는 정부는 공화정의 형태를 가장하였다. 로마 황제는 그저 제1시민(priceps)일 뿐이었으며, 원로원은 과거 민회가 보유하던 입법권과 모든 법적 권한을 가지게 된다. 그러나 시간이 갈수록 황제의 권력은 점차 전제 권력으로 발전했으며, 원로원은 황제가 임명하는 자문 기구로 전락하였다. 로마 제국은 공화정 시대의 행정 체제를 물려받지 않았는데, 공화정에는 원로원 외에 영속적인 행정 기구가 없었기 때문이었다. 아우구스투스는 최고위 행정가와 원로원 의원, 자신의 친구, 전문 법률가 등을 모아 조언을 구하였으며, 원로원 의원, 기사, 피해방인, 심지어 노예까지 각계 각층의 사람들을 공무원으로 기용하여 곡물, 수도, 치안, 법, 재정 등 일종의 행정 조직을 구성하였다.

### 법
고대 로마의 법리와 사법은 12표법(기원전 449년)에서 시작하여 유스티니아누스 1세의 로마법대전으로 이어진다. 로마법은 동로마 제국 시대에 유스티니아누스 법전으로 존속했으며, 서유럽 법의 근간을 이루게 된다. 넓은 의미로 볼 때 로마법은 17세기 말 유럽 대부분 지역에서 적용되었다.
고대 로마법의 주된 구분은 유스티니아누스와 테오도시우스 법전에 수록된대로 시민법(Ius Civile), 만민법(Ius Gentium), 자연법(Ius Naturale)이다. 시민법은 로마 시민에게 적용되는 주요 보통법이다. 도시 법무관(Praetor Urbanus)은 시민들의 송사에 대해 재판권을 가지고 있었다. 만민법은 외국인들이나 외국인과 로마 시민 사이에 적용되는 주요 보통법이다. 외국 법무관(Praetor Peregrinus)은 외국인과 로마 시민 사이의 송사에 재판권을 가지고 있었다. 자연법(Ius Naturale)은 일반적인 의미의 자연법을 포함하며, 외국인과 로마 시민 모두에게 보편적으로 적용되는 법이다.

### 군사
초기 로마의 군대는 추첨에 의한 징병제이었다. 그러던 것이 국가 로마의 규모가 점차 커지면서 지원제로 바뀌었고(마리우스의 군제 개혁 이후), 마침 고도성장기의 로마에서 증가하고 있었던 실업자의 구제책으로 환영받았다. 로마가 제정으로 바뀌면서 초대황제 아우구스투스는 내전으로 엄청나게 커져 있던 군대의 규모를 줄이고, 그때그때 필요할 때마다 편성하던 방식을 바꿔 상비군 제도로 개편했다. 이 제정 로마의 상비군은 국경 바깥의 이민족들의 침입을 막기 위해 대부분 국경 부근에 배치되었다.

## 문화

로마의 일곱 언덕

일곱 언덕이 자리잡은 로마 시는 고대 로마의 중심지였다. 이 도시에는 콜로세움, 트라야누스 포룸, 판테온 등 아치를 활용한 장대한 건물이 많았다. 분수에서는 수백 마일 길이의 수도관을 타고 운반되어 온 신선한 식수가 솟았으며, 극장, 체육관, 그리고 도서관과 가게, 시장, 상하수도를 갖춘 로마식 목욕탕도 있었다. 고대 로마의 지배 영역 널리 전원 별장(villa)와 같은 가옥 구조를 볼 수 있었다. 수도 로마 시에는 팔라티누스 언덕의 궁궐이 있었으며, 하층 평민이나 중류 기사 계급은 도심지의 아파트(insulae)에 살았다. 이런 곳은 상류층 지주들이 임대료 수입을 얻기 위해 지은 곳이기도 했는데, 콜레기움(collegium)이나 선술집(taberna)이 생활의 중심이었다. 이 곳에 사는 사람들은 무료 곡물 배급을 받으며, 검투사 경기를 즐겼으며, 상류 귀족의 피호민으로 필요할 때 도와주고 지켜주는 관계를 맺기도 하였다.

### 언어
로마인의 모국어는 라틴어로, 이 언어는 이탈리아어파에 속하며 문법상 낱말 배열이 상당히 자유롭고, 어간에 붙는 접사에 따라 의미가 달라진다. 라틴어 문자는 그리스 문자에 기반을 둔 에트루리아 문자에서 나왔다. 현존하는 라틴 문학은 대부분 기원전 1세기부터 쓰인 매우 정제된 문어인 고전 라틴어로 되어 있으나, 실제 구어는 민중 라틴어로 고전 라틴어와는 문법과 어휘가 다르며 심지어는 발음까지 상당한 차이가 있다.
라틴어는 로마 제국의 주요 언어였지만, 로마인이 공부한 대부분의 문학이 그리스어로 되어 있었으므로 교양있는 상류층은 그리스어도 구사했다. 또 제국의 동부 지역에서는 후대 동로마 제국 시대까지 그리스어가 라틴어 대신 제1언어였으며, 유스티니아누스 1세가 죽은 뒤 그리스어는 동로마 제국 정부의 공식 언어가 되었다. 로마 제국이 확장되면서 라틴어도 전 유럽으로 퍼졌으며, 세월이 흐르면서 민중 라틴어가 여러 지역에서 방언으로 갈라져, 수많은 로망스어로 발전하였다.

### 종교
초기 로마 종교는 최소한 신에 대해서는 글로 쓰여진 이야기가 없으며, 기본적으로 하나의 신념 체계라기보다는 숭배의례이며 의식(儀式)에 가까웠다. 그리고 종교의 목적은 의식을 통해 신을 불러내어 자신이 원하는 것을 요구하며 보답을 약속하는 일종의 거래였다. 그리스 신화와 달리 로마의 신은 인격화가 완전히 이루어지지 않았으며., 문, 경계, 꽃, 곡물 등에 서린 정령(numen)을 숭배하였다. 로마 사람들은 모든 사람이나 장소, 사물에 신성한 혼(genius)이 있다고 믿었다. 공화정 시대에 로마 종교는 사제직을 갖춘 엄격한 체제를 갖추게 되었으며, 사제들은 원로원 의원 출신이었다. 국가 사제단(Collegium Pontificum)은 종교 제문을 보관하고 종교 의식을 감독하였으며, 가장 높은 성직자는 최고 제사장(pontifex maximus)으로 국가 종교의 수장이었다. 사제(flamen)는 여러 신의 의식을 치렀으며, 복점관(augur)은 점을 쳤다. 렉스 사크로룸(rex sacrorum)은 왕이 축출된 뒤 왕 대신 종교 권한을 얻었다.
그리스 문화를 점점 접하게 되면서 옛 로마의 신은 점차 그리스의 신과 동일시되었다 그리하여 유피테르는 제우스와, 마르스는 아레스와, 넵투누스는 포세이돈과 같은 신으로 여겨졌다. 또 로마의 신은 각자 동일시된 그리스 신의 신화와 속성도 이어받게 되었다. 제정 시대에 로마 사람들은 정복당한 민족들의 신화도 흡수하여, 외국신을 모시는 신전 옆에 전통적인 이탈리아 신전이 있는 경우도 생겼다. 최초의 기독교 박해는 기원후 64년 네로 시대에 로마 대화재의 주범으로 그리스도 교도를 수색하면서 잔인한 고문과 태형을 가한 것이었다. 디오클레티아누스 시대에 기독교 박해는 극에 달했다. 그러나 콘스탄티누스 1세 시대에 기독교는 로마 정부의 지원을 받았으며, 지배적인 종교가 되었다. 기원후 391년 테오도시우스 1세의 칙령으로 제국 내에서 기독교 외의 모든 종교 숭배가 금지되었다.

### 예술
로마의 회화는 그리스의 영향이 보이며, 남아있는 작품은 대개 시골 별장의 천장과 벽을 꾸미는 프레스코화이며, 라틴 문학 이야기를 다룬 나무나 상아 등에 그린 그림도 있다. 폼페이에서 로마의 그림 몇 점이 출토되었는데, 이를 통해 예술사가들은 로마의 회화사를 네 시기로 구분한다. 로마 회화의 첫 번째 양식은 기원전 2세기 초에서 기원전 1세기 초중반까지 유행했다. 이 양식은 주로 대리석이나 쌓은 돌을 모방한 것으로, 신화에 등장하는 인물을 묘사한 것도 있다. 두 번째 양식은 기원전 1세기 초로, 건축물이나 풍경을 3차원으로 사실적으로 묘사하려 하였다. 세 번째 양식은 아우구스투스 시대(기원전 27년 ~ 기원후 14년)에 있었으며, 이전의 사실주의를 거부하고 단순한 장식을 선호했다. 작은 건물 모습, 풍경, 추상적인 디자인을 단색 배경 가운데에 놓았다. 네 번째 양식은 기원후 1세기에 시작했는데, 신화의 장면을 묘사하며, 건축물 모습이나 추상적인 문양도 남아 있다.
젊고 고전적인 비례를 쓰던 시기에 흉상 조각은 나중에 사실주의와 이상주의의 혼합으로 발전했다. 안토니누스 황조와 세베루스 황조 시대에 더욱 화려해진 머리와 수염이 유행하였다. 부조 조각도 발전했는데, 보통 로마의 승리를 묘사하고 있다.
라틴 문학은 그 기원부터 그리스 작가의 영향을 크게 받았다. 현존하는 몇몇 초기 작품을 보면 초기 로마의 군사적 승리를 묘사한 서사시의 내용을 담고 있다. 공화정기 로마가 팽창하면서 저자들은 시, 희극, 역사, 비극도 쓰게 되었다.
폼페이와 헤라클라네움에서 찾은 낙서, 유곽, 회화, 조각을 보면 로마 사람들은 대단히 성에 개방적이었던 것으로 보인다.

#### 음악
로마의 음악은 주로 그리스의 음악에서 나왔으며, 로마인의 삶에서 중요한 역할을 하였다. 추수나 베짜기, 결혼식이나 장례식, 사랑이나 풍자 등 일상 생활과 관련된 여러 가지 노래가 있었으며, 부유한 가정에서는 저녁 식사 때 음악이 연주되곤 하였다.

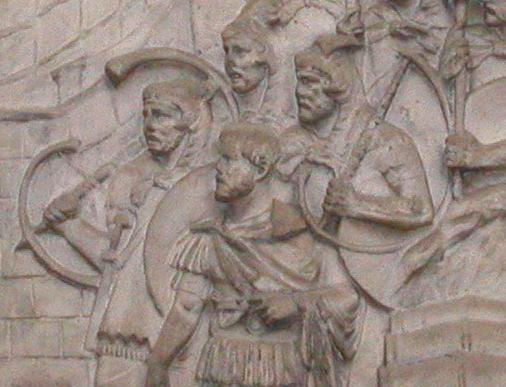
코르누를 연주하는 로마군 장교(cornicen). 트라야누스 기둥.

로마 군대에서는 투바(tuba, 긴 트럼펫)나 코르누(cornu, 프렌치 호른과 비슷하다)같은 악기를 써서 여러 가지 명령을 전달했으며, 부키나(bucina, 호른이나 트럼펫으로 추정)나 리투스(lituus)는 의전 행사에 쓰였다. 투바와 코르누를 비롯하여 물 오르간은 원형 경기장에서 검투 막간에 쓰여 전차 경주와 검투의 흥분을 고조하였으며, 극장에서도 물 오르간과 티비아이(tibiae, 로마식 아울로스에 해당하는 더블 파이프)이 쓰였다. 무언극도 로마의 인기있는 오락이었으며, 합창, 기악, 무용과 함께 정기적으로 협연하였다.
제사나 축제 음악 등 종교 의식에도 대부분 음악을 이용하였는데, 희생 의식에는 도살되는 동물의 울부짖음을 숨기기 위하여 티비아이를, 주신(酒神) 바쿠스 제의에는 심벌즈와 탬버린을 썼으며, 여러 의식에서 방울을 쓰거나 성가를 불렀다.
고대 저술가들은 유명한 대연주가, 큰 합창단, 오케스트라 및 웅대한 음악 축제와 경연 대회에 대하여 기록하였다. 로마의 직업 음악가들은 협회를 만들어 공적인 행사와 사적인 연회에 연주자를 보냈으며, 인기있는 연주자에게 엄청난 연주비가 지불되는 것도 드물지 않았다. 여러 황제들이 음악을 지원하고 육성하였는데, 심지어 네로는 음악가로서 명성을 얻고자 하였으며 경연 대회에 직접 참가하기도 하였다. 어떤 음악사가는 음악이 거의 모든 공공 행사에 쓰였다고 생각하기도 한다. 또 음악은 오락 및 교육에서도 중요한 역할을 하였는데, 키케로나 퀸틸리아누스와 같은 저술가들은 교양있는 사람이라면 당연히 음악 교육을 받아야 한다고 진술하였다. 그러나 기원후 3~4세기에 걸쳐 제국이 경제적으로 쇠퇴하자 이전의 큰 규모의 음악 활동은 중단되었다.
현재 고대 로마의 음악에 대해 그리 알려진 것은 그리 많지 않다. 여러 그림, 일부 악기, 수천 건의 문헌이 남아있지만, 로마 시대의 라틴어 악보는 남아있지 않다. 음악사가들은 로마의 음악가가 음악 연주나 이론에 중요한 기여를 했는지 확신하지 못하고 있다.

### 오락 활동
로마의 젊은이는 뛰기, 레슬링, 권투, 경주 등 여러 가지 놀이와 체육을 즐겼다. 시골에서 부유층은 낚시와 사냥도 즐겼다. 로마에는 핸드볼과 비슷한 구기 종목도 있었다. 주사위 놀이, 보드 게임, 도박도 매우 인기 있는 오락거리였다. 여성들은 이런 활동에 참가하지 않았다. 부자들은 저녁 잔치에서 음악, 춤, 시 낭송과 같은 오락을 즐겼다. 평민들은 클럽이나 모임에서 비슷한 잔치를 열기도 했는데, 보통 오락을 즐기는 저녁 식사란 후원을 받아 선술집에서 여는 모임을 뜻했다. 아이들은 자기들끼리 장난감을 가지고 혹은 목마 넘기를 하며 놀았다.

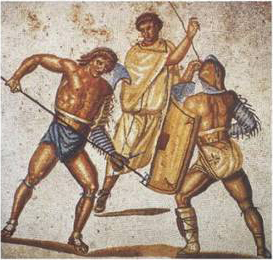
창투사 레티아리우스가 결투 상대인 검투사 세쿠토르에게 삼지창을 겨누고 있다.

검투는 인기있는 오락이었다. 검투사는 죽거나 혹은 여러 가지 시나리오에 따라 갖가지 무기를 들고 ‘첫 피’를 볼 때까지 싸웠다. 클라우디우스 시대에 검투의 인기는 절정에 이르렀는데, 황제의 손짓으로 경기의 결과를 마무리지었다. 영화에 나오는 모습과 달리, 여러 전문가들은 검투사를 죽이라는 손 동작은 ‘엄지손가락을 내리는’ 것이 아니라고 보고 있다. 그 손짓이 어떤 것인지는 아무도 확실히 모르지만, 어떤 전문가는 승자 쪽으로 주먹을 들어올렸다가 엄지 손가락을 위로 올려서 패자의 죽음을 명령했으며, 엄지 손가락을 들지 않고 주먹을 들어올리면 살려주라는 뜻이었다고 보고 있다. 동물을 보여주는 것도 인기 있었는데, 외국의 동물을 데려다 사람들에게 보여주거나, 투수사와 싸움을 시키기도 하였다. 죄수나 검투사를 무장하거나 맨몸으로 경기장에 놓고 동물을 풀기도 하였다.
대경기장(circus maximus)도 로마에서 인기있는 장소였는데, 주로 경마나 전차 경주를 벌이는 곳이며, 경기장에 물을 채워 가상 해전을 벌일 수도 있었다. 이곳에는 그 밖에도 여러 가지 행사가 많았다. 이 경기장은 385,000명을 수용할 수 있었으므로, 로마 시에 사는 사람들 모두가 이곳에 왔을 것이다. 대경기장의 경주로 한가운데에는 각각 일곱 개의 커다란 달걀과 일곱 개의 돌고래가 있는 신전이 둘 있었는데, 선수가 한 바퀴 돌때마다 일곱 중 하나씩 없애서 횟수를 표시했다. 스포츠 말고도 대경기장은 시장과 도박판이기도 했다. 황제 등 정부 고위인사도 대경기장 경기를 관람했는데, 경기장에 참석하지 않는 일은 무례한 일로 여겨졌다. 고위 인사, 기사, 그 밖에 경기와 관련된 사람들은 가장 높은 곳의 예약석에 앉았다. 황제가 특정 팀을 좋아하는 것도 부적절한 일로 여겨졌다. 대경기장은 기원전 600년에 생겼으며, 천년이 넘도록 이어지다 기원후 549년에 마지막 경마 경기가 치러진 후 문을 닫았다.

## 기술
고대 로마는 인상적인 기술적 업적을 남겼으나 그 성과는 중세 시대에 잊혀지고 말았다. 로마의 여러 실용적인 기술 혁신은 이전의 그리스의 것에서 받아들인 것이다.
로마의 공학 기술은 군사 관련 기술과 더불어 로마의 우수한 기술 수준을 보여주는 중요한 분야이며, 도로, 교량, 수도관, 목욕탕, 극장, 경기장을 건설하는데 기여했다. 콜로세움, 퐁 뒤 가르, 판테온 등 여러 유적이 아직도 로마의 공학과 문화의 증거로 남아있다.
로마는 건축으로 유명하였다. 로마 건축은 그리스 건축과 더불어 고전 건축으로 분류된다. 그러나 로마 건축은 그리스와 여러 가지 차이가 있는데, 로마는 그리스의 엄밀하고 정격적인 설계와 비례를 차용했다. 그러나 새로운 기둥과 주두의 배열 방식(오더)인 복합식(composite order)과 토스카나식(Tuscan order) 그리고 에트루리아의 아치에서 배워온 돔 외에는 공화정 말기까지 별다른 건축적 성과가 없었다.
기원전 1세기경 로마에서 콘크리트가 널리 쓰이게 되었다. 콘크리트는 기원전 3세기 후반에 발명되었다. 이것은 화산회로 만든 강력한 시멘트로, 대리석을 밀어내고 로마의 주요 건축 자재가 되었으며, 여러 건축 방식을 설계할 수 있게 되었다. 또 기원전 1세기에 비트루비우스가 아마도 역사상 최초의 완벽한 건축 저작인 건축론을 썼다. 기원전 1세기 말에 로마는 기원전 40년경 시리아(혹은 이집트)에서 발명된 취관(glassblowing)를 이용하게 되었다. 모자이크는 루키우스 코르넬리우스 술라가 그리스 원정 당시 견본을 가져오면서 전래되었다.

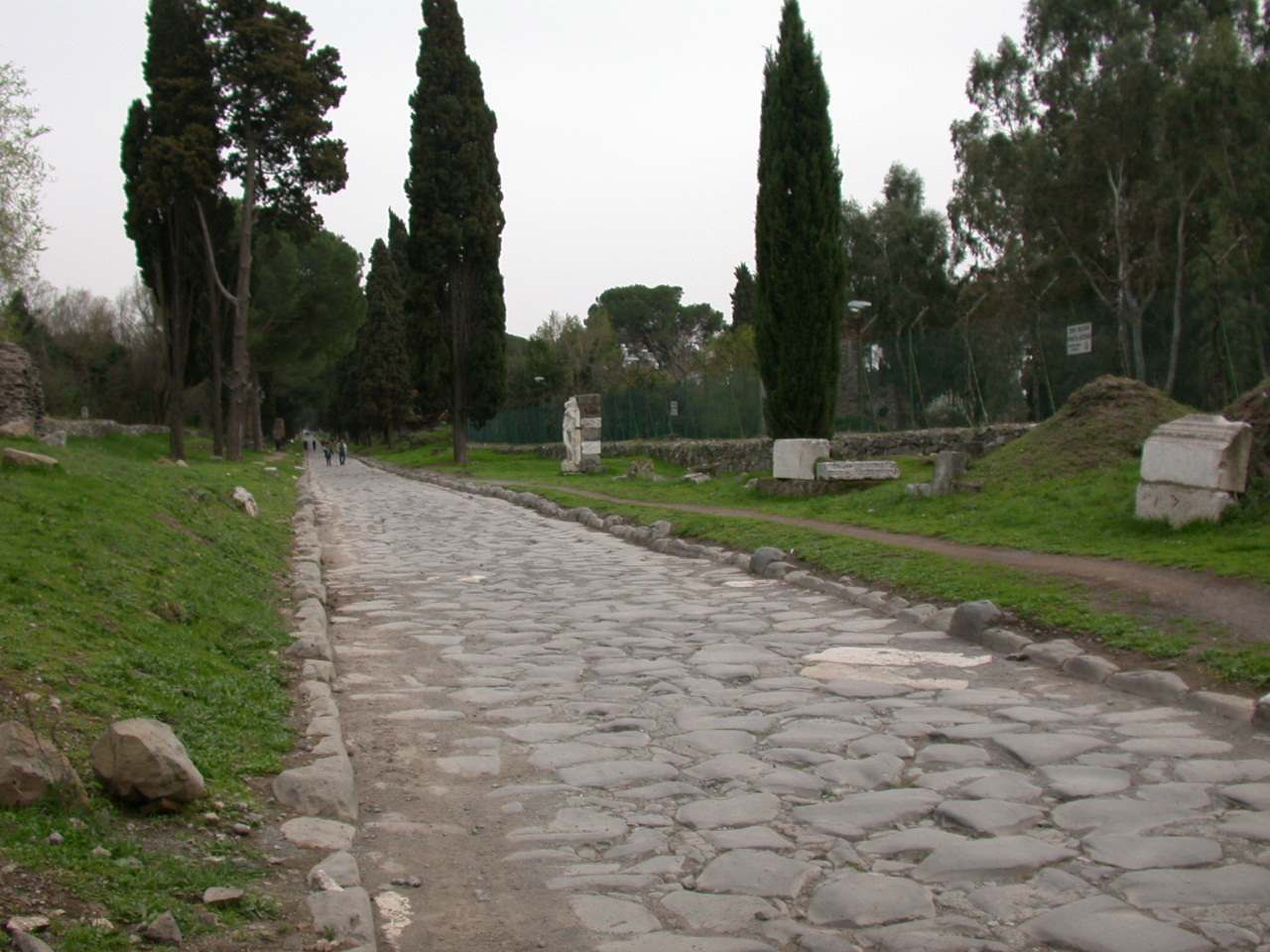
아피아 가도(Via Appia). 수도 로마에서 이탈리아 남부까지 연결된 도로로 오늘날에도 멀쩡하다.

콘크리트 덕분에 튼튼한 포장도로인 로마 도로를 깔 수 있게 되었는데, 상당수 로마 도로는 로마가 멸망한지 천 년 뒤에도 계속 쓰였다. 광대하고 효율적인 제국 전역의 도로망은 로마의 패권과 영향력을 크게 증대시켰다. 로마 도로는 전체적으로 5만 마일에 달하였고, 변방의 도로는 군사공병 기술자가 축조하였는데 오늘까지도 건재하다. 비트루비우스 저서 12권 1장에 있는 공법을 보면, 맨 아래 기초로 큰 돌층과 부스러기층을 번갈아 깔고, 그 위에 모래층을 펴고, 맨 위에는 다각형 큰 돌의 상부를 갈아서 평평하게 만들어 덮는 것이라고 한다. 원래 로마 도로는 로마 군단이 신속하게 이동하기 건설한 도로였다. 그러나 이 대로는 로마가 경제적으로 번영하는 데에도 일익을 담당했으며, 교역의 중심지인 로마의 위상을 굳혀 "모든 길은 로마로 통한다"는 말이 나왔다. 로마 정부는 역참 제도를 운영하여, 도로 일정한 간격마다 여행자들이 쉴 곳을 제공했으며 필요한 지역에 다리를 건설하여 24시간에 800km를 이동할 수 있는 파발 체제를 마련했다.

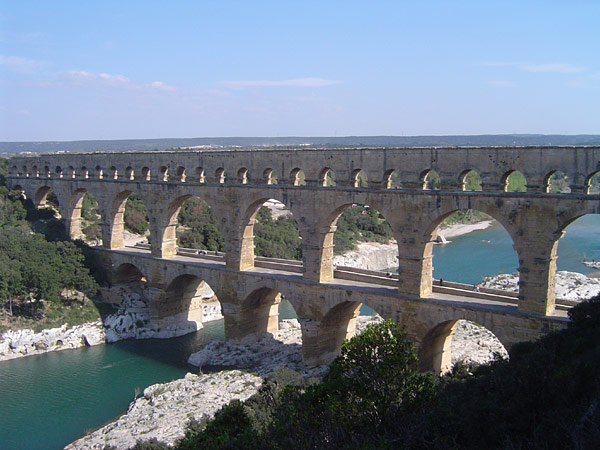
세계문화유산에 등재된 프랑스의 퐁 뒤 가르. 기원전 19년에 건설되었다.

로마는 수많은 수도관을 건설하여 도시와 산업 지역, 농경지에 물을 공급했다. 로마 시에는 총 길이가 350km에 달하는 11개의 수도관이 있었다. 수도관은 대부분 지하에 매설되어 있었으며, 아치 수도교는 매우 적었다. 때로는 50m 높이 차가 있는 수도관이 연결되기도 했는데, 이 경우 사이펀으로 물을 끌어올렸다. 로마인은 위생 분야에서도 큰 발전을 이루었는데, 특히 위생과 사교 목적의 공공 목욕탕(termae)을 지은 것으로 유명하다. 로마의 여러 가옥에는 수세식 변기와 상수도가 설치되어 있었으며, 도시에 대하수도(cloaca maxima)가 있어 늪지를 배수하고 티베리스강으로 폐수를 처리했다. 어떤 역사가들은 상하수도의 납으로 된 수도관 때문에 납 중독이 퍼져 출산율이 저하되고 로마 사회가 쇠퇴하면서 로마 멸망의 원인이 되었다고 추론하기도 했다. 그러나 납 함유량은 그렇게 많지 않았는데, 수도관은 폐쇄되지 않아 계속 물이 흘러 각 가정과 공공 시설의 배수구로 빠져나갔으며, 수도 꼭지는 많이 쓰이지 않았다.

### 복지
고대 로마에서는 결식하거나 결식할 위험이 있는 식량빈곤층들에게 식량배급권을 지급하였다.

## 대중 문화
- HBO의 TV 드라마, "Rome" 시즌1의 DVD 세트  에미상 다수 수상.
- 콜린 매컬로(Colleen McCullough), "로마의 일인자"(The First Man in Rome). 뉴욕 타임스 베스트셀러. 그 밖에도 다수의 로마 관련 역사소설을 썼다.
- 시오노 나나미, 《로마인 이야기》. 전 15권. 일본과 한국의 베스트셀러. 고대 로마의 역사를 그려낸 평설이다.

## 참고 문헌
- 김진경 외 (1996년 9월 16일). 《서양고대사강의》. 서울: 한울. ISBN 89-460-2372-4 94920 |isbn= 값 확인 필요: length (도움말).
- D.J. 그라우트 외 (2007). 《그라우트의 서양 음악사 제7판 (상)》. 서울: 이앤비플러스. 978-89-959901-0-0.
- R. 더들리, 도널드 (1997년 12월 1일). 《로마문명사》. 서울: 현대지성사. ISBN 89-8347-008-9.
- Wade-Matthews, Max (2004년 10월 25일). 《세계의 악기 백과 사전》. 서울: 교학사. 89-09-09735-3.
- 존 셰이드, 로제르 아눈 (1997년 9월 15일). 《로마인의 삶》. 서울: (주)시공사. ISBN 89-7259-532-2 03920 |isbn= 값 확인 필요: length (도움말).
- M.하이켈하임, 프리츠, 세드릭 A. 요, 앨런 M. 워드 (1999년 3월 10일). 《로마사(A History of the roman people)》. 서울: 현대지성사. ISBN 89-8347-011-9.
- 허승일 외 (1997년 5월 25일). 《로마공화정》. 서울: 서울대학교출판부. ISBN 89-7096-159-3.
- 허승일 외 (2000년 10월 25일). 《로마 제정사 연구》. 서울: 서울대학교출판부. ISBN 89-521-0241-X.
- 레슬리 애드킨스, 로이 애드킨스 (1998). 《Handbook to Life in Ancient Rome》. Oxford: Oxford University Press. 0-19-512332-8.
- 카슨, 리오넬 (1998). 《Everyday Life in Ancient Rome》. Baltimore: The Johns Hopkins University Press. 0-8018-5992-1.

- 윌리엄 다이커, 잭슨 스필보겔 (2001). 《World History》 Thi판. Wadsworth. ISBN 0-534-57168-9.
- 더랜트, 윌 (1944). 《The Story of Civilization, Volume III: Caesar and Christ》. Simon and Schuster, Inc.
- 그랜트, 마이클 (2005). 《Cities of Vesuvius: Pompeii and Herculaneum》. London: Phoenix Press. 1-89880-045-6.
- 헤이우드, 리차드 (1971). 《The Ancient World》. David McKay Company, Inc.
- Matyszak, Philip (2003). 《Chronicle of the Roman Republic》. London: Thames & Hudson, Ltd. 0-500-05121-6.
- 오코넬, 로버트 (1989). 《Of Arms and Men: A History of War, Weapons, and Aggression》. Oxford: Oxford University Press. 0-19-505359-1.
- Scarre, Chris (1995년 9월). 《The Penguin Historical Atlas of Ancient Rome》. Penguin Books. 0-14-051329-9.
- 스컬라드, H. H. (1982). 《From the Gracchi to Nero》 (5)판. Routledge. 0-415-02527-3.
- 윌리스, 로이 (2000). 《World Mythology: The Illustrated Guide》. Collingwood, Victoria: Ken Fin Books. 1-86458-089-5.

## 관련 문헌
- 율리우스 카이사르 : 갈리아 전기, 내란기
- 리비우스: 로마 건국사
- 살루스티우스: 카틸리나 전기, 유구르타 전기
- 타키투스: 연대기, 역사
- 수에토니우스: 황제전

## 같이 보기
- 로마 왕정
- 로마 공화정
- 로마 제정
- 로마 집정관 목록
- 로마 황제 목록
- 로마 문화
- 로마
- 검투사